# 小行星5506
小行星5506（5506 Artiglio）是一颗围绕太阳公转的小行星。1987年9月24日，亨利·德波鸿诺在拉西拉天文台发现了此天体。
这颗小行星的绝对星等为134.79298等。